# Kinga Bóta
Kinga Bóta (Budapeste, 22 de agosto de 1977) é uma canoísta de velocidade húngara na modalidade de canoagem.

## Carreira
Foi vencedora da medalha de prata em K-4 500 m em Atenas 2004 junto com as suas colegas de equipa Katalin Kovács, Szilvia Szabó e Erzsébet Viski.